# Preußenturm (Bad Suderode)
Der Preußenturm bei Bad Suderode in Sachsen-Anhalt ist ein Aussichtsturm auf dem Schwedderberg im Mittelgebirge Harz. Er ist im örtlichen Denkmalverzeichnis als denkmalgeschützt  eingetragen.

## Geographische Lage
Der Preußenturm steht am Nordrand des Harzes auf dem Schwedderberg, dem im Naturpark Harz/Sachsen-Anhalt gelegenen Nordwestsporn der Ölbergshöhe (320,6 m ü. NHN). Letzterer erhebt sich südlich von Bad Suderode und etwas südwestlich von Gernrode; beides sind Ortsteile von Quedlinburg.

## Architektur und Geschichte

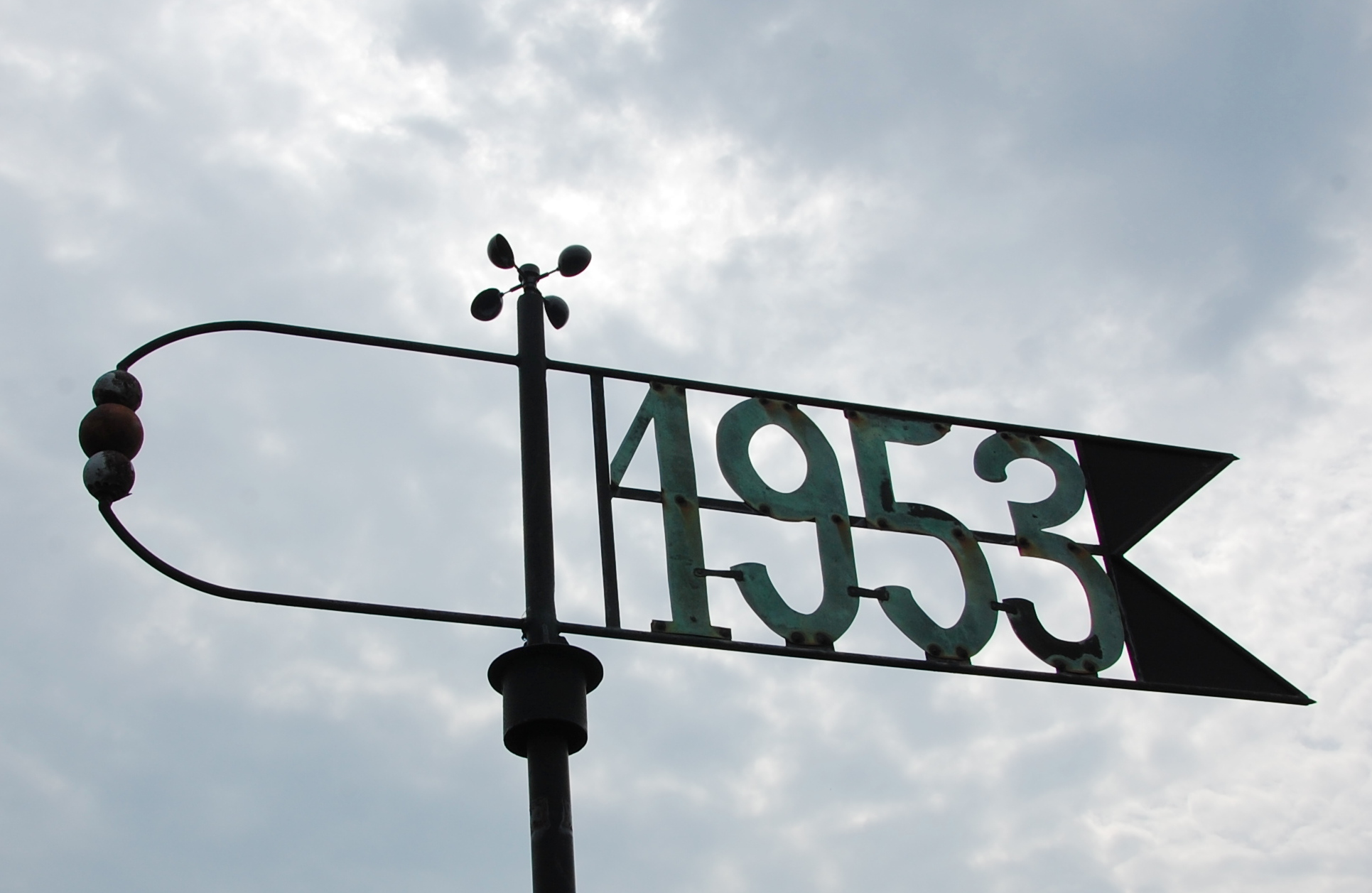
Wetterfahne

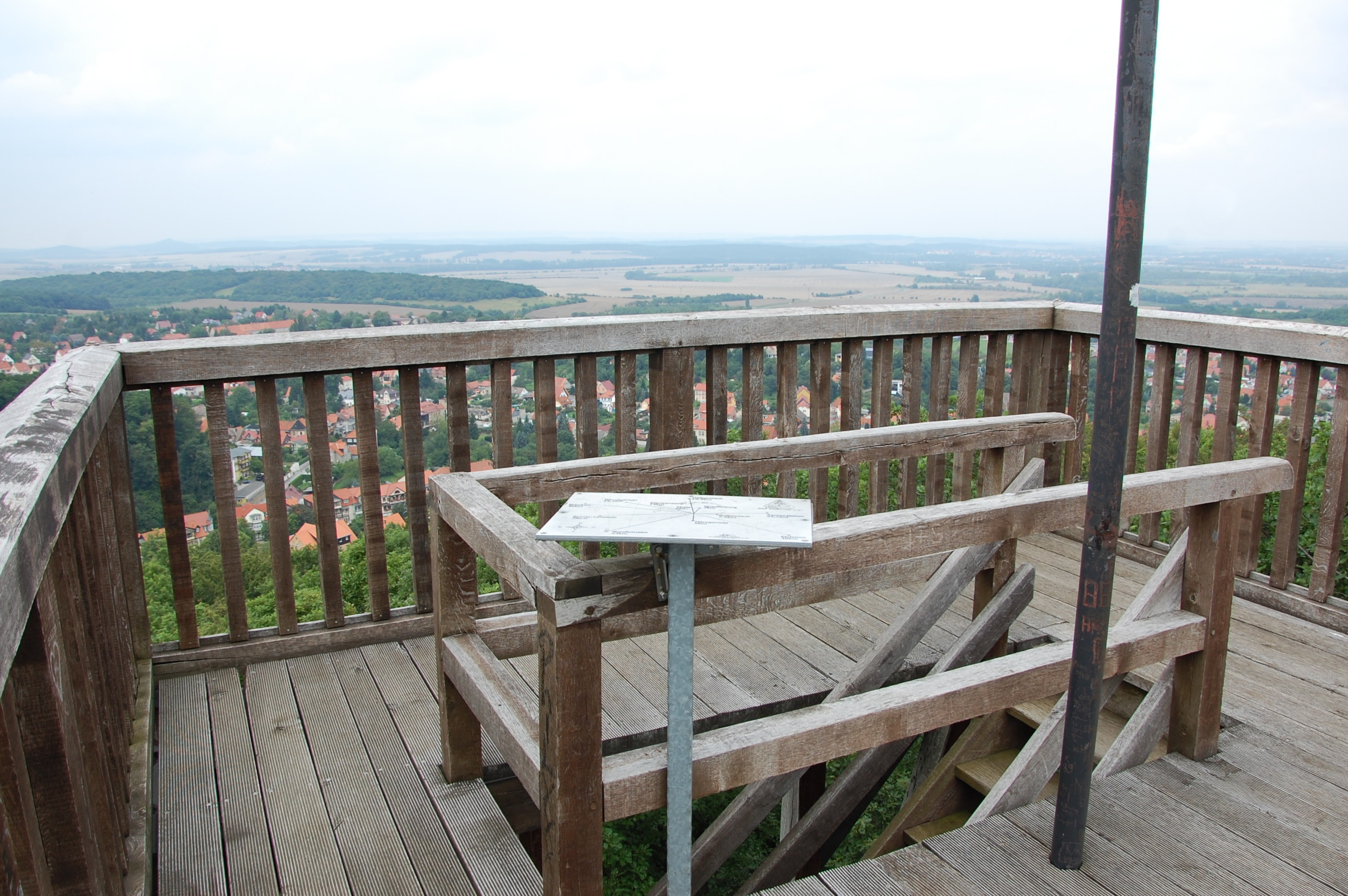
Aussichtsplattform

Der erste Aussichtsturm auf dem Schwedderberg wurde im Jahr 1845 errichtet. Er trug den Namen Preußenturm und war durch den Magdeburger Buchdruckereibesitzer August Baentsch gestiftet worden. 1885 entstand ein 12 Meter hoher Ersatzbau. Er wurde nach dem Zweiten Weltkrieg in den 1940er Jahren wegen Baufälligkeit abgerissen und als Brennholz genutzt.
Der heutige Turm entstand im Jahr 1953 als offene Holzfachwerkkonstruktion und erhielt den Namen Thomas-Müntzer-Turm. Die auf dem Turm befindliche Wetterfahne trägt die Jahreszahl 1953. Der Neubau erfolgte durch die Gernroder Firma Hulsch. Der Inhaber der am Bahnhof Bad Suderode ansässigen Stock- und Klappmöbelfabrik, Reinhard Jahn, sponserte die Errichtung. Nach der politischen Wende erhielt der Turm 1991 wieder seinen ursprünglichen Namen – Preußenturm. 2007 wurde der Turm durch die Zimmerei Machemehl saniert, wobei auch neue Eichenbalken eingesetzt wurden.
Von seiner etwa auf Höhe der Baumwipfel gelegenen Aussichtsplattform fällt der Blick unter anderem nach Bad Suderode, Gernrode und Ballenstedt, in das Harzvorland mit Quedlinburg und dem dahinter gelegenen Halberstadt und außerdem zum 36 km entfernten Brocken. Auf der Plattform befindet sich eine Tafel, auf welcher Sichtziele der Umgebung mit Entfernungsangaben genannt sind.
Der Turm ist als Nr. 185 in das System der Stempelstellen der Harzer Wandernadel einbezogen.